# Route nationale 195
Pour les articles homonymes, voir Route 195.
La route nationale 195, ou RN 195, était une route nationale française reliant Sagone à la commune d'Évisa où elle s'arrêtait brutalement à un embranchement avec une route nommée F 9 (actuellement RD 84).

## Histoire
Prévue dans un intérêt purement forestier dans la loi du 23 mai 1836, la route nationale no  195 a été construite entre 1837 et 1849. Longue de 30 km, elle part de Sagone, traverse Vico, franchit le col de Sévi (1 101 mètres), traverse Cristinacce, pour desservir la forêt d'Aïtone.
Depuis les déclassements de 1972 elle a été renommée RD 70.
Dans les années 2010, le numéro de la route a été repris pour la route territoriale 12 au sud-ouest de Bastia.

## De Sagone à Évisa
- Sagone (km 0)
- Vico (km 13)
- Cristinacce (km 27)
- Évisa (km 30)